# Полынная сказка в три блина длиной
«Полынная сказка в три блина длиной» — мультипликационный фильм. Фильм участвовал в конкурсной программе фестиваля Суздаль-2005.

## Сюжет
Поэтический фильм по мотивам повести Юрия Коваля «Полынные сказки» об открытии мира ребёнком, о познании им этого мира через доброту людей, зверей, природы.

## Создатели
| режиссёр                  | Галина Шакицкая                                                                       |
| сценаристы                | Галина Шакицкая, Наталья Абрамова                                                     |
| художник-постановщик      | Галина Шакицкая                                                                       |
| художники-мультипликаторы | Галина Зеброва, Марина Рогова, Дмитрий Куликов, Наталия Богомолова, Владимир Шевченко |
| оператор                  | Кабул Расулов                                                                         |
| продюсер                  | Акоп Киракосян                                                                        |
| композитор                | Игорь Назарук                                                                         |
| звукооператоры            | А. Гурьянов, Владимир Орёл                                                            |
| роли озвучивали           | Анна Орёл, Ольга Шорохова, Александр Пожаров                                          |

## Критика
- Михаил Алдашин: «Вот фильм „Полынная сказка в три блина длиной“ Галины Шакицкой. Вообще-то совершенно неинтересная сказка про блинчики, которые никак из мышки не могли вывалиться… И вдруг ненужная прелюдия, восхитительная, нежная, импрессионистская. Пусть скажут сентиментальная, пусть неудачно сочетается с фонами. Но любовь к изображению показывает огромный потенциал автора. Творческий и человеческий»[1].